# イリヤ・クブシノブ
イリヤ・クブシノブ（ロシア語: Илья Кувшинов ラテン文字:Ilya Kuvshinov、1990年2月20日 - ）は、ロシア出身のイラストレーター。日本在住。

## 人物
11歳から17歳まで、モスクワの美術学院でデッザンや建築について学び、彫刻や建築模型の制作を行う。
大学生になると、建築を学びながら日本の漫画やアニメに関するサークル活動に参加、また同時にゲーム会社でも働き始め、MMORPGで使用されるアバターや家具などのデザイン、モーションコミックの制作を行う。
2014年に来日し、フリーランスで活動を開始。
第8回国際漫画賞で銅賞を受賞する。
2016年に初の商用画集「MOMENTARY」を出版。
2020年、Netflix配信アニメ『攻殻機動隊 SAC_2045』のキャラクターデザインを担当。「攻殻機動隊」シリーズは自身も大ファンであり、「人生を共に歩んできた、離れたくない友だち」であると語っている。

## 主な展覧会
- 『アイシ』、銀座、花田美術、2021年3月29日-4月3日
- 『RADIANT』、東京国際フォーラム、アートフェア東京2022、花田美術ブース、2022年3月10日-3月13日
- 『Nacreous』、福岡、花田美術企画、2022年6月9日-6月14日
- 『Somber』、東京国際フォーラム、アートフェア東京2023、花田美術ブース、2023年3月9日-3月12日
- 『iconique』、東京国際フォーラム、アートフェア東京2024、花田美術ブース、2024年3月7日-3月10日

## 作品

### 画集
- MOMENTARY（パイ インターナショナル）
- ETERNAL（パイ インターナショナル）

### アニメ
- バースデー・ワンダーランド（2019年）キャラクターデザイン・メカニックデザイン・プロップデザイン・イメージボード・美術設定・作画監修・原画
- PSYCHO-PASS サイコパス 3 FIRST INSPECTOR（2020年）作画監督・原画
- イエスタデイをうたって（2020年）エンディングイラスト・原画
- 攻殻機動隊 SAC_2045（2020年）キャラクターデザイン
- すばらしきこのせかい The Animation（2021年）エンディング絵コンテ・演出・イラスト
- アサルトリリィ BOUQUET（2020年）イラストレーション
- 美少年探偵団（2021年）原画
- 地球外少年少女（2022年）絵コンテ
- RWBY 氷雪帝国（2022年）原画
- かがみの孤城（2022年）ビジュアルコンセプト・孤城デザイン
- 機動戦士ガンダム 水星の魔女（2023年）第13話エンドカードイラスト
- WcDonald's Campaign(2024年) #The Wisdom of the Sauce 監督・絵コンテ・演出・キャラクターデザイン・作画監督・原画

### 広告
- 長瀬産業[3]
- JR東日本グループ「150 YEARS」（現在パートキャラクターデザイン）